# Rutilia simplex
Rutilia simplex là một loài ruồi trong họ Tachinidae.